# 홍지유
홍지유는 대한민국의 영화 감독, 사회 활동가이다. 2009년 1월 20일에 발생한 용산4구역 남일당 화재 사건을 다룬 《두 개의 문》(2012년)을 김일란과 함께 연출하였다.

## 작품 목록
- 레즈비언 정치도전기 (홍지유,한영희, 2009)
- 두 개의 문 (김일란,홍지유, 2011)

## 관련 기사
- 조이여울. 두 여성주의 감독이 진실에 접근하는 법. 일다. 2012년 7월 17일.
- 지용진. '두 개의 문' 김일란·홍지유 감독 “진실의 문을 두드리다”[깨진 링크(과거 내용 찾기)]. 무비위크. 2012년 6월 22일.